# آدم سولومون
آدم سولومون (بالإنجليزية: Adam Solomon)‏ هو مغني كيني، ولد في 1963 في مومباسا في كينيا.